# (2007) McCuskey
(2007) McCuskey est un astéroïde de la ceinture principale.
Il a été ainsi baptisé en hommage à Sidney Wilcox McCuskey (1907-1979), astronome au CWRU. Il a une magnitude absolue de 11,8.